# Kanton Scionzier
Der Kanton Scionzier war von 1973 bis 2015 ein französischer Wahlkreis im Département Haute-Savoie in der früheren Region Rhône-Alpes. Er umfasste vier Gemeinden; sein Hauptort (frz.: chef-lieu) war Scionzier. Die landesweiten Änderungen in der Zusammensetzung der Kantone brachten im März 2015 seine Auflösung.

## Gemeinden
| Gemeinde         | Einwohner Jahr | Fläche km² | Bevölkerungsdichte | Code INSEE | Postleitzahl |
| ---------------- | -------------- | ---------- | ------------------ | ---------- | ------------ |
| Marnaz           | 5202 (2013)    | 9,0        | 578 Einw./km²      | 74169      | 74460        |
| Nancy-sur-Cluses | 427 (2013)     | 14,2       | 30 Einw./km²       | 74196      | 74300        |
| Le Reposoir      | 508 (2013)     | 27,4       | 19 Einw./km²       | 74221      | 74950        |
| Scionzier        | 7876 (2013)    | 10,6       | 743 Einw./km²      | 74264      | 74950        |